# Kaiserin Auguste Victoria
Le Kaiserin Auguste Victoria est un paquebot transatlantique allemand de la HAPAG mis en service en 1906. Il est lors de sa mise en service le paquebot au plus fort tonnage jamais construit. À la suite de la Première Guerre mondiale, le paquebot est cédé aux vainqueurs. Après quelques transports de troupes américaines, et un léger service pour la Cunard Line, le navire est cédé à la Canadian Pacific Steamship Company qui lui donne le nom d’Empress of Scotland.
Il sert pour cette compagnie de 1921 à 1930, date de son démantèlement.

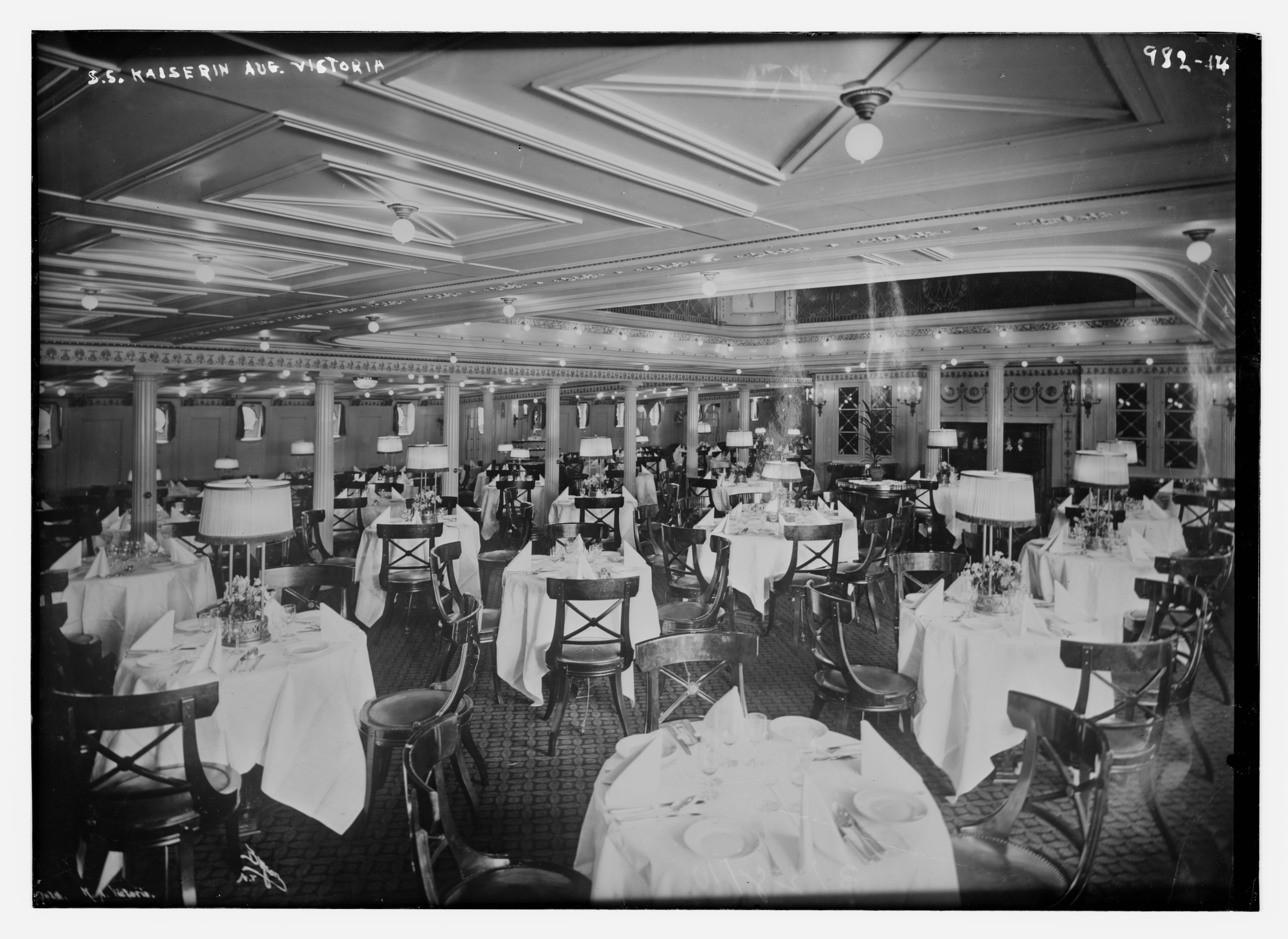
Salle à manger.
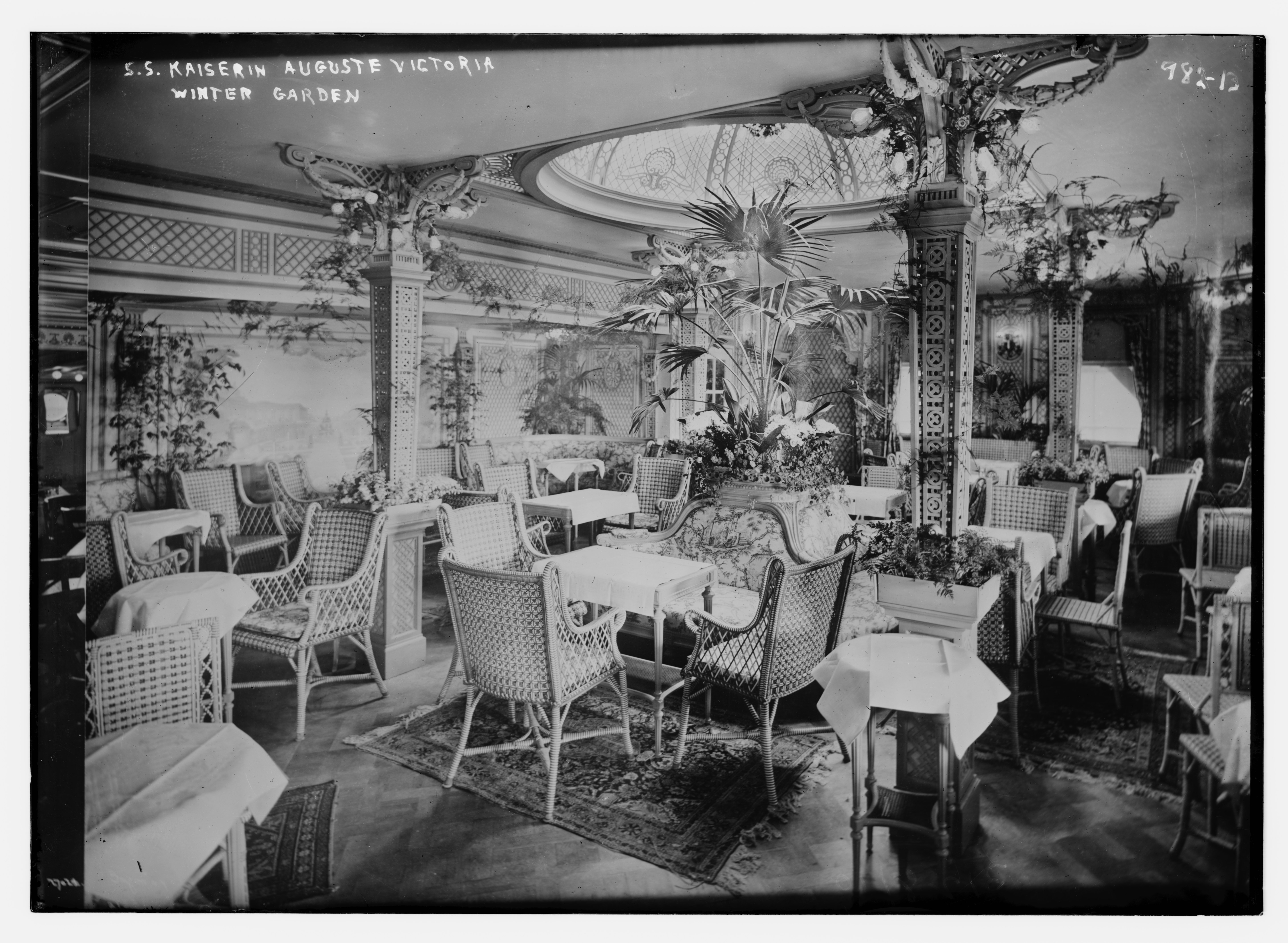
Jardin d'hiver.
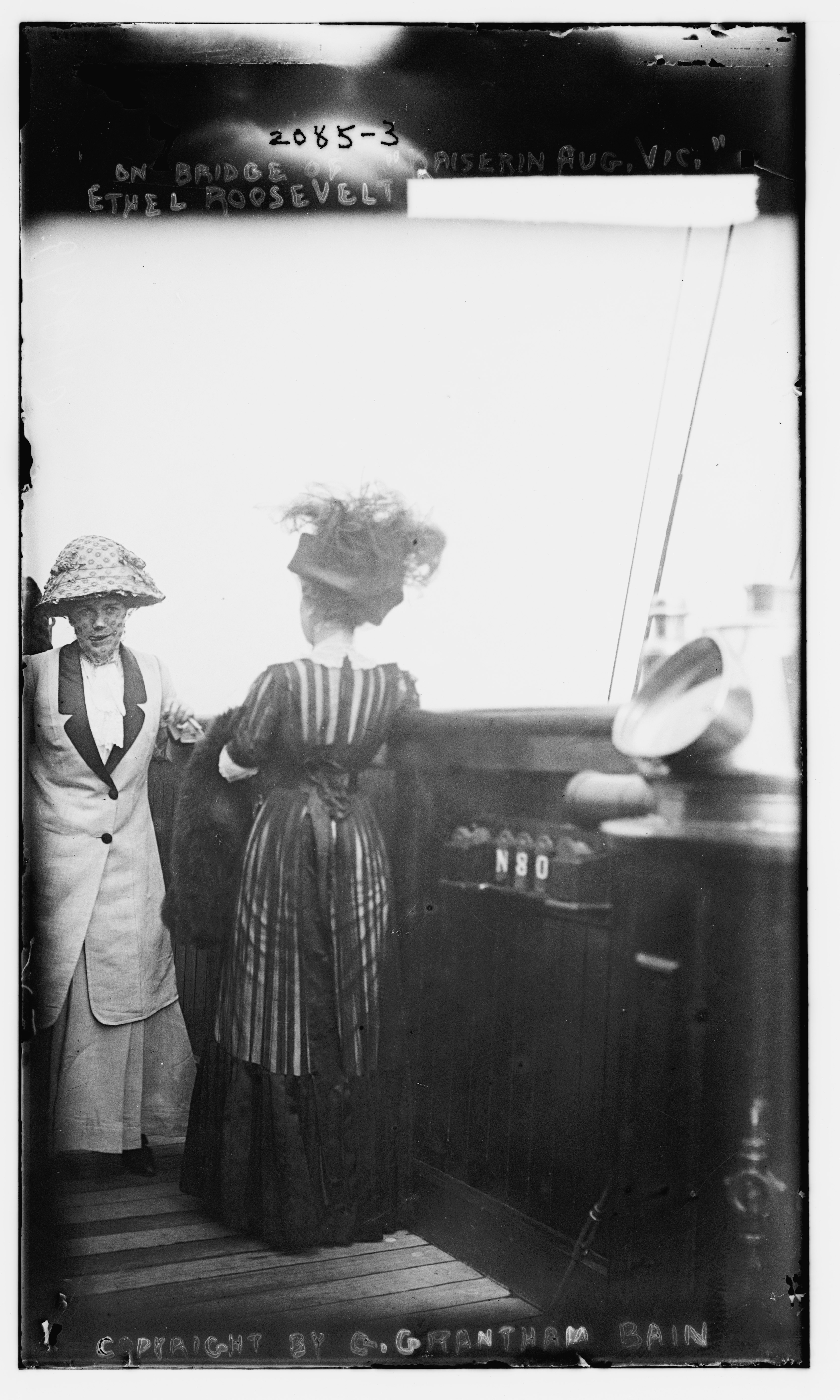
Sur le pont.